# Spexhult
Spexhult är en by ca fyra kilometer söder om Nässjö, utmed Spexhultasjöns östra strand i Nässjö kommun.
Byn skiftades i början av 1800-talet och består numera av ett antal gårdar:
Ammetorp, Bergsätra, Björkhaga, Fridhem, Hallen, Spexhult Herrgård, Höjden, Lunden, Norregård, Norrhaga och Spexhult Skattegård samt sommarstugeområdena Solgläntan, Solhaga, Solbacka, Solvik och Soludden.